# Gotisch knooppunt

Schematische weergave van een gotisch knooppunt
hoog niveau
laag niveau

Een gotisch knooppunt is een door de Duitser Hermann Uhlfelder beschreven oplossing voor het ongelijkvloers kruisen van twee autosnelwegen. Hij publiceerde als bestuurslid van de HaFraBa in 1931 meerdere artikelen met richtlijnen op het gebied van snelwegbouw, onder meer over het toekomstige probleem van de uitwisseling van verkeer bij kruisingen in het snelwegennetwerk.
Dit ontwerp vertoont enige gelijkenis met de gevlochten haarlemmermeeraansluiting, een type snelwegafrit waarbij op de kruisende weg links gereden wordt.
Voordelen:
- Bij alle verkeersknooppunten geldt dat -in een land waar rechts gereden wordt- er voor een afbuiging naar links veel kunstwerken nodig zijn. Bij het gotische knooppunt is dat vermeden door de linker- en rechterrijbaan van de rechtdoorgaande wegen te verwisselen.
- In tegenstelling tot het veelgebruikte klaverblad, hebben alle verbindingen een grote boogstraal, zodat het vrijwel niet nodig zal zijn snelheid te verminderen.
- Verkeer dat links- of rechtsaf gaat, gaat werkelijk links- of rechtsaf. Bij veel andere knooppunten, zoals het klaverblad, gaat het verkeer soms in een andere richting waarna het via een ongelijkvloerse kruising in de juiste richting wordt geleid, wat verwarrend kan werken.

Nadelen:
- De rechtdoorgaande wegen zijn niet kaarsrecht.
- Hoewel er door de verwisseling van rijbanen wordt bespaard op kunstwerken, zijn er toch acht ongelijkvloerse kruisingen nodig, veel meer dan bij een klaverblad.

Het gotisch knooppunt is een zeldzaam type verkeersknooppunt, waarvan een goed voorbeeld te vinden is in Riyad, de hoofdstad van Saoedi-Arabië. Het enige gotische knooppunt dat de VS rijk was lag aan de rand van de stad Baltimore en wordt anno 2010 ingrijpend omgebouwd.